# Dabira (Niger)
Dabira (auch: Dabara, Daboura) ist ein Dorf in der Stadtgemeinde Madarounfa in Niger.

## Geographie
Das von einem traditionellen Ortsvorsteher (chef traditionnel) geleitete Dorf befindet sich rund 20 Kilometer südlich des urbanen Zentrums von Madarounfa, der Hauptstadt des gleichnamigen Departements Madarounfa, das zur Region Maradi gehört. Zu den Siedlungen in der näheren Umgebung von Dabira zählen Angoual Roumdji im Norden und Farou im Nordosten. Dabira liegt an der Staatsgrenze zu Nigeria. Hier gibt es einen Grenzübergang.
Dabira ist Teil der Übergangszone zwischen Sahel und Sudan. Die durchschnittliche jährliche Niederschlagsmenge beträgt hier zwischen 500 und 600 mm.

## Geschichte
Bewaffnete Kriminelle griffen in der Nacht vom 30. auf den 31. Oktober 2022 den Grenzposten von Dabira an. Sie töteten drei Polizisten, verwundeten zwei weitere Personen und erbeuteten Waffen und Munition.

## Bevölkerung
Bei der Volkszählung 2012 hatte Dabira 1172 Einwohner, die in 182 Haushalten lebten. Bei der Volkszählung 2001 betrug die Einwohnerzahl 523 in 80 Haushalten und bei der Volkszählung 1988 belief sich die Einwohnerzahl auf 850 in 135 Haushalten.
Die Bevölkerungsdichte in diesem Gebiet ist für nigrische Verhältnisse hoch.

## Wirtschaft und Infrastruktur
Das Gebiet der Ebenen im südlichen Teil der Region Maradi, in dem die Siedlung liegt, ist von einer anhaltenden Degradation der ackerbaulichen Flächen gekennzeichnet, die mit der hohen Bevölkerungsdichte in Zusammenhang steht. Bei Dabira verläuft die Nationalstraße 18. Es gibt eine Schule im Dorf.